# Central Pacific Hurricane Center
Le Central Pacific Hurricane Center (CPHC) est le centre de prévision du National Weather Service américain (NWS) qui a la responsabilité de suivre les ouragans et d'émettre les avertissements appropriés pour la région de l'océan Pacifique au nord de l'équateur entre les longitudes 140 et 180 ouest. Il s'agit d'un des centres météorologiques régionaux spécialisés de l'OMM dans ce domaine.
Le centre se trouve à Honolulu (Hawaï), dans les bureaux du centre de prévision local du NWS, sur le campus de l'université d'Hawaï à Manoa. Il a remplacé en 1970 le Joint Hurricane Warning Center. Son site internet est fusionné depuis 2019 avec celui du National Hurricane Center.

## Mission

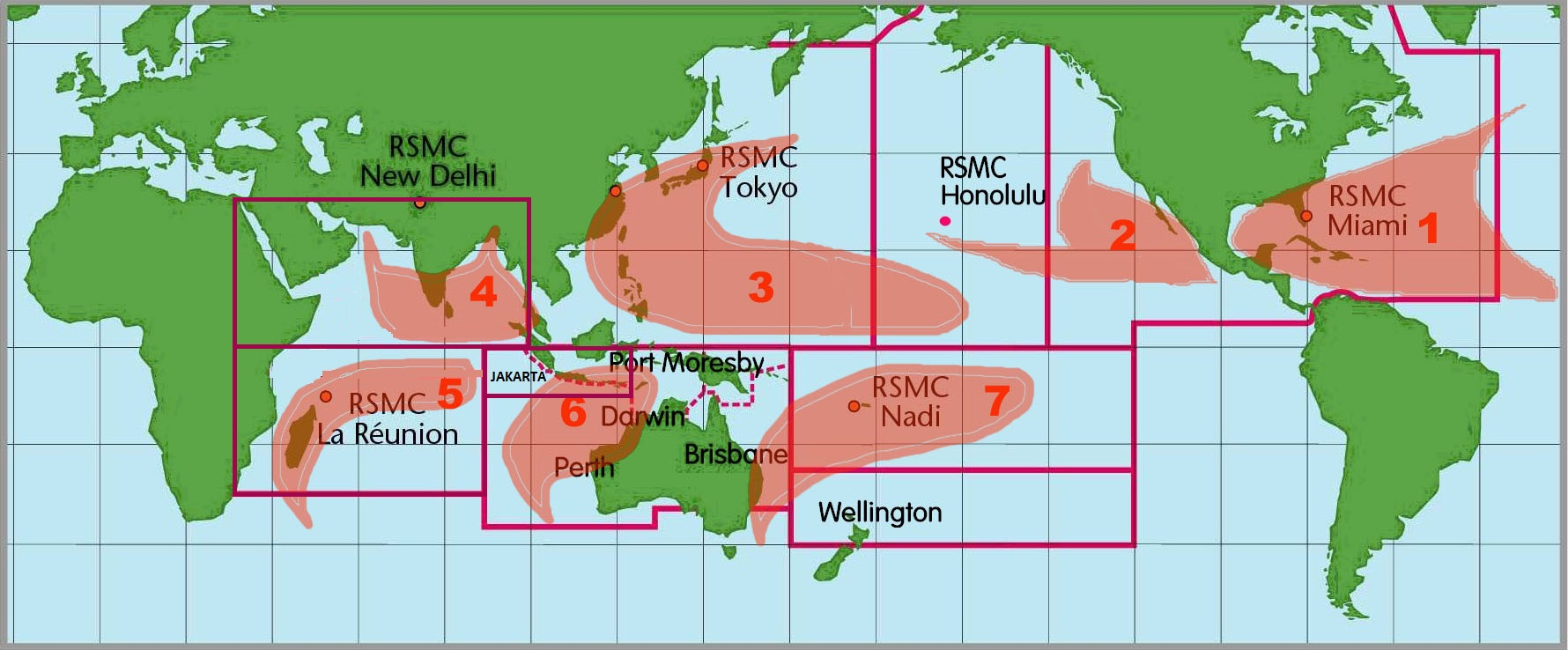
Les zones de responsabilité mondiales pour l'émission de bulletins sur les cyclones tropicaux.

Le CPHC a la responsabilité de suivre et d'émettre des bulletins et avertissements pour les systèmes tropicaux passant entre les latitudes 140 et 180 Ouest dans le Pacifique Nord. Ceci n'est pas à proprement parler un bassin de formation de cyclones tropicaux, ceux se formant généralement plus près des côtes nord-américaines ou asiatiques, mais plusieurs de ces systèmes y transitent. Ainsi quand un système se forme dans l'est du Pacifique, le National Hurricane Center est responsable de le suivre et le CPHC prend le relais quand il traverse le 140e parallèle, puis c'est à l’Agence météorologique du Japon de le suivre s'il passe à l'est de la ligne de changement de date.
La période d'activité cyclonique dans ce bassin du Pacifique Centre s'étend en général du 1er juin au 30 novembre. Le CPHC est activé seulement lorsque des systèmes tropicaux entrent ou se forment dans sa région de responsabilité. Il utilise des noms d'origine hawaïenne selon la nomenclature des cyclones tropicaux approuvée par l'Organisation météorologique mondiale.